# Napoleon (Folwark zwierzęcy)

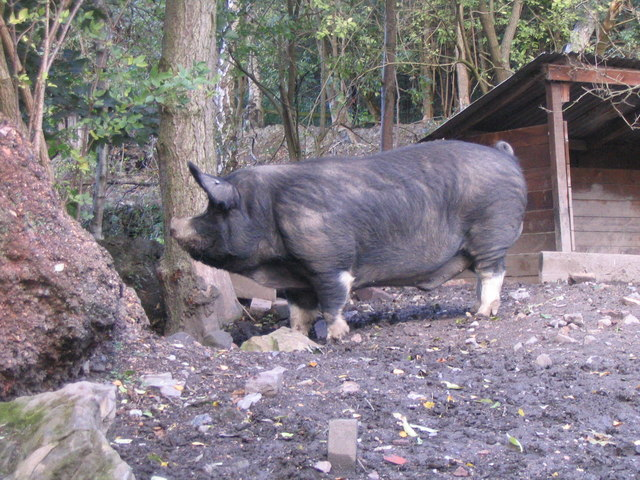
Świnia rasy Berkshire

Napoleon – imię świni (knur rasy berkshire), która przejęła władzę nad folwarkiem w książce George'a Orwella Folwark Zwierzęcy. W polskim tłumaczeniu książki jego pełna tytulatura jako władcy brzmi: „nasz Przywódca, towarzysz Napoleon, Ojciec Wszystkich Zwierząt, Postrach Ludzkości, Dobroczyńca Owczarni, Przyjaciel Kacząt”.
Orwell opisując Napoleona wzorował się na Józefie Stalinie. Napoleon należał do przywódców rewolucji na farmie, później jednak, pod wpływem własnych ambicji, przejął pełnię władzy oskarżając Snowballa o zdradę rewolucji i doprowadził do jego wygnania.
We francuskim tłumaczeniu książki, imię Napoleon zastąpiono imieniem Cezar.